# Mushistonit
Mushistonit ist ein sehr selten vorkommendes Mineral aus der Mineralklasse der „Oxide und Hydroxide“ mit der idealisierten Zusammensetzung Cu2+Sn4+(OH)6 und damit chemisch gesehen ein Kupfer-Zinn-Hydroxid. Da in Mushistonitproben, die zur Analyse der Zusammensetzung herangezogen wurden, meist ein geringer Gehalt des Kupfers durch Zink und/oder Eisen ersetzt ist, wird die Formel oft auch mit (Cu,Zn,Fe)Sn(OH)6 angegeben.
Reines synthetisches CuSn(OH)6 kristallisiert im orthorhombischen Kristallsystem, aber hohe Gehalte an Zn und Fe in natürlichem Mushistonit können auch eine höhersymmetrische kubische Kristallstruktur stabilisieren. Mushistonit konnte bisher nur in Form feinkörniger, erdiger Mineral-Aggregate und krustiger Überzüge von bräunlichgrüner bis malachitgrüner oder gelblichgrüner bis gelbbrauner Farbe gefunden werden.

## Etymologie und Geschichte
Die synthetische Verbindung Zinn(IV)-kupfer(II)-hydroxid (engl. Tin IV-copper II hydroxide; CuSn(OH)6) war bereits seit 1975 durch die Studien des Jahn-Teller-Effekts und der Kristallstruktur des Hydroxids CuSn(OH)6 von Irène Morgenstern-Badarau bekannt.
Als natürliche Mineralbildung wurde das Kupfer-Zinn-Hydroxid erstmals in der Lagerstätte „Mushiston“ etwa 35 km südlich von Pendzhikent in der Zeravshan Mountain Range (Provinz Sughd) in Tadschikistan entdeckt und 1978 durch N. K. Marshukova, G. A. Sidorenko und N. I. Chistyakova in einer Kurzbeschreibung erwähnt, allerdings ohne dem Mineral einen Namen zu geben. Zitiert wurde die Entdeckung 1980 in der Publikation der New Mineral Names im Fachmagazin American Mineralogist als „Unnamed analogue of schoenfliesite“ (deutsch: Unbenanntes Analogon von Schoenfliesit).
Die vollständige Erstbeschreibung erfolgte durch N. K. Marschukowa, A. B. Pawlowskij und G. A. Sidorenko (russisch Н. К. Маршукова, А. Б. Павловский, Г. А. Сидоренко; englisch: N. K. Marshukova, A. B. Pavlovskii, G. A. Sidorenko), die das Mineral nach dessen Typlokalität benannten. Sie reichten ihre Untersuchungsergebnisse und den gewählten Namen 1982 zur Prüfung bei der International Mineralogical Association (interne Eingangs-Nr. der IMA: 1982-068), die den Mushistonit (russisch Мушистонит, englisch Mushistonite) als eigenständige Mineralart anerkannte. Publiziert wurde die Erstbeschreibung 1984 im russischen Fachmagazin Sapiski Wsessojusnogo Mineralogitscheskogo Obschtschestwa (russisch Записки Всесоюзного Минералогического Общества) und ein Jahr später bei der Auflistung der New Mineral Names im American Mineralogist.
Die ebenfalls von der IMA/CNMNC anerkannte Kurzbezeichnung (auch Mineral-Symbol) von Mushistonit lautet „Mhi“.

## Klassifikation
Die strukturelle Klassifikation der International Mineralogical Association (IMA) zählt den Mushistonit zur Gruppe der nicht stöchiometrischen Doppelperowskite mit unbesetzter A-Position in der Perowskit-Supergruppe. Hier bildet er zusammen mit Schoenfliesit, Burtit, Natanit, Vismirnovit, Wickmanit, Jeanbandyit und Nancyrossit die Schoenfliesit-Untergruppe.
Da der Mushistonit erst 1982 als eigenständiges Mineral anerkannt wurde, ist er in der seit 1977 veralteten 8. Auflage der Mineralsystematik nach Strunz noch nicht verzeichnet.
Im zuletzt 2018 überarbeiteten und aktualisierten Lapis-Mineralienverzeichnis nach Stefan Weiß, das sich aus Rücksicht auf private Sammler und institutionelle Sammlungen noch nach dieser alten Form der Systematik von Karl Hugo Strunz richtet, erhielt das Mineral die System- und Mineral-Nr. IV/F.16-050. In der „Lapis-Systematik“ entspricht dies der Klasse der „Oxide und Hydroxide“ und dort der Abteilung „Hydroxide und oxidische Hydrate (wasserhaltige Oxide mit Schichtstruktur)“, wo Mushistonit zusammen mit Burtit, Natanit, Schoenfliesit, Vismirnovit und Wickmanit die die „Schoenfliesitgruppe“ mit der System-Nr. IV/F.16 bildet.
Die von der IMA zuletzt 2009 aktualisierte 9. Auflage der Strunz’schen Mineralsystematik ordnet den Mushistonit dagegen in die neu definierte Abteilung der „Hydroxide (ohne V oder U)“ ein. Diese ist zudem weiter unterteilt nach der möglichen Anwesenheit von OH und/oder H2O sowie der Kristallstruktur, so dass das Mineral entsprechend seiner Zusammensetzung und seinem Aufbau in der Unterabteilung „Hydroxide mit OH, ohne H2O; eckenverknüpfte Oktaeder“ zu finden ist, wo es ebenfalls zusammen mit Burtit, Natanit, Schoenfliesit, Vismirnovit und Wickmanit die „Schoenfliesitgruppe“ mit der System-Nr. 4.FC.10 bildet.
Auch die vorwiegend im englischen Sprachraum gebräuchliche Systematik der Minerale nach Dana ordnet den Mushistonit in die Klasse der „Oxide und Hydroxide“ und dort in die Abteilung der „Hydroxide und hydroxyhaltige Oxide“ ein. Hier ist er zusammen mit Burtit, Natanit, Schoenfliesit, Vismirnovit und Wickmanit in der „Wickmanitgruppe (Kubisch oder Trigonal, mit 2+-Kationen und Sn)“ mit der System-Nr. 06.03.06 innerhalb der Unterabteilung „Hydroxide und hydroxyhaltige Oxide mit (OH)3- oder (OH)6-Gruppen“ zu finden.

## Kristallstruktur
Obwohl die Kristallstruktur von synthetischem Kupfer-Zinn-Hydroxid mit 4 Formeleinheiten pro Elementarzelle ursprünglich als tetragonal mit der Raumgruppe P42/nnm (Raumgruppen-Nr. 134) und den Gitterparametern a =b = 7,586 Å und c = 8,103 Å angegeben wurde, haben mehrere Autoren darauf hingewiesen, dass eine solche Struktur mit fehlender oktaedrischer Neigung nicht plausibel ist.
| Ursprünglich als tetragonal angegebene Kristallstruktur von Mushistonit nach I. Morgenstern-Badarau |
| --- |
| - mit Blickrichtung parallel zur a-Achse - mit Blickrichtung parallel zur b-Achse - mit Blickrichtung parallel zur c-Achse - räumliche Darstellung in der kristallographischen Standardausrichtung - zentriert nach den drei Raumdiagonalen - als „Polyeder-Modell“ in kristallographischer Standardausrichtung |
| Farblegende: 0 _ Sn 0 _ Cu 0 _ O |

Jüngste Strukturverfeinerungen von chemisch reinen synthetischen Pulverproben auf der Grundlage einer Kombination von Röntgen- und Neutronenbeugungsmessungen, mit denen die gespaltenen Wasserstoffpositionen bestimmt werden konnten, deuten stattdessen auf eine Struktur mit niedrigerer Symmetrie der orthorhombischen Raumgruppe Pnnn (Raumgruppen-Nr. 48) und Protonenunordnung hin. Die resultierenden Gitterparameter bei Raumtemperatur sind a = 7,5918 Å, b = 7,5915 Å und c = 8,0965 Å.
| Orthorhombische Kristallstruktur von Mushistonit nach Strukturverfeinerung von A. A. Kulbakov et al. |
| --- |
| - als „Polyeder-Modell“ mit Blickrichtung entlang der a-Achse                                        |

Wie jedoch bereits 1984 von N. K. Marshukova et al. festgestellt wurde, können natürlich vorkommende Mushistonitproben mit hohem Gehalt an Zn und Fe eine höhersymmetrische kubische Kristallstruktur der Raumgruppe Pn3m (Raumgruppen-Nr. 224) aufweisen. Ein struktureller Übergang erster Ordnung zur kubischen Symmetrie wurde später auch in der synthetischen Mischkristallserie Cu1-xZnxSn(OH)6 bestätigt.

## Eigenschaften
Mushistonit ist schon in verdünnter Salzsäure leicht löslich.

## Bildung und Fundorte

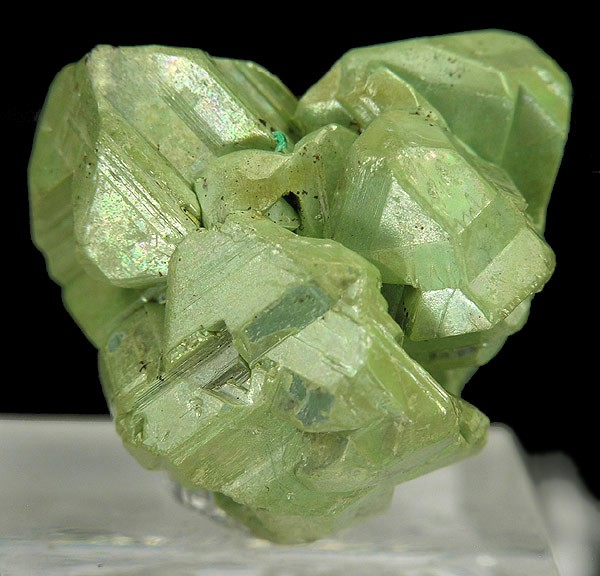
Kësterit, vollständig von Mushistonit überkrustet Berg Xuebaoding, Pingwu, Sichuan, China (Größe: 1,4 × 1,3 × 1,3 cm)

Mushistonit bildet sich sekundär durch Verwitterung von Stannit in der Oxidationszone von Zinn-Lagerstätten. Als Begleitminerale können neben Stannit unter anderem noch Chalkopyrit, Galenit, Kassiterit, Pseudomalachit, Quarz und Sphalerit auftreten.
Von Mushistonit konnten bisher (Stand 2023) nur wenigen Proben an weniger als 10 Fundorten gefunden werden. Seine Typlokalität „Mushiston“ ist dabei der bisher einzige bekannte Fundort in Tadschikistan.
Weitere bisher bekannte Fundorte sind unter anderem die Lithium-Lagerstätte „Londonderry“ bei der ehemaligen Siedlung Nepean nahe Coolgardie in Westaustralien, die Lagerstätte „Huya“ am Berg Xuebaoding im Kreis Pingwu in China, Carrara in den Apuanischen Alpen der italienischen Provinz Massa-Carrara, die Kësterit-Lagerstätte im Arga-Ynnakh-Khai-Granitmassiv des Jana-Tals in der russischen Republik Sacha (Jakutien), ein ehemaliger Bergbauschacht bei Cínovec (deutsch Zinnwald) in Tschechien sowie die Gruben „Etta“ und „Peerless“ bei Keystone im Pennington County (South Dakota) in den Vereinigten Staaten von Amerika.
Ein weiterer Fund in einem dolomitischen Marmor-Steinbruch bei Rędziny (deutsch Wüstenröhrsdorf bzw. Röhrsdorf) in der polnischen Landgemeinde Kamienna Góra gilt bisher als fraglich, da nicht bestätigt.